# Limnomedusae
Die Limnomedusae (auch Limnohydrina oder Limnopolypae) sind eine Ordnung der Hydrozoen innerhalb der Nesseltiere (Cnidaria). Sie beinhaltet einige im Süßwasser lebende Formen. Allerdings leben die meisten Formen im Meer. Derzeit sind etwa 54 Arten bekannt. Inzwischen ist die aus Ostasien stammende Craspedacusta sowerbyii auch in einige Seen in Deutschland verschleppt worden.

## Merkmale
Die Limnomedusae sind meist metagenetische Nesseltiere mit einem Polypen- und einem Medusenstadium. Eine Ausnahme stellen vermutlich die Arten der Gattung Monobrachium dar, die das Medusenstadium reduziert haben. Bei einigen Arten ist das Medusenstadium festsitzend am Polypen.
Die Polypen sind sessil, meist klein und relativ einfach gebaut. Sie besitzen Tentakeln; einige Arten sind auch ohne Tentakeln. Sie sind nackt oder besitzen ein Periderm aus Mucoproteinen. Die meisten Arten leben solitär, einige Arten bilden aber auch Kolonien.
Die Medusen besitzen meist vier, aber auch bis sechs radiale Kanäle, die sich bis zum Manubrium erstrecken. Oft sind zusätzlich auch zentropetale Kanäle vorhanden, die jedoch das Manubrium nicht erreichen. Ein randlicher Nematocystenring kann vorhanden sein oder auch fehlen. Die Gonaden sind entlang der radialen Kanäle ausgebildet, selten auch am Manubrium (Gattungen Armorhydra und Limnocnida). Die randlichen Tentakel sind zur Spitze hin hohl; sie besitzen keine echte basale Anschwellung. Die Nesselzellen gehören zu den mikro- und makrobasischen Eurytelen vorhanden. An Sinnesorganen sind am Schirmrand Statozysten vorhanden, die in die Mesogloea nahe dem Ringkanal oder dem Velum eingeschlossen sind.
Die Arten der Limnomedusae vermehren sich asexuell durch Podocysten oder Wanderfrusteln, das sind wurmartige Gebilde, die sich fort bewegen können. Die Medusenbildung erfolgt metagenetisch durch seitliche Knospung am Polypen.

## Geographisches Vorkommen und Lebensweise
Die meisten Arten leben im Meer oder im Brackwasser, einige wenige Arten auch im Süßwasser. Sie sind nahezu weltweit verbreitet. Craspedacusta sowerbyii ist in Europa ein Neozoon, das bereits 1880 in Europa erstmals beschrieben wurde.

## Systematik

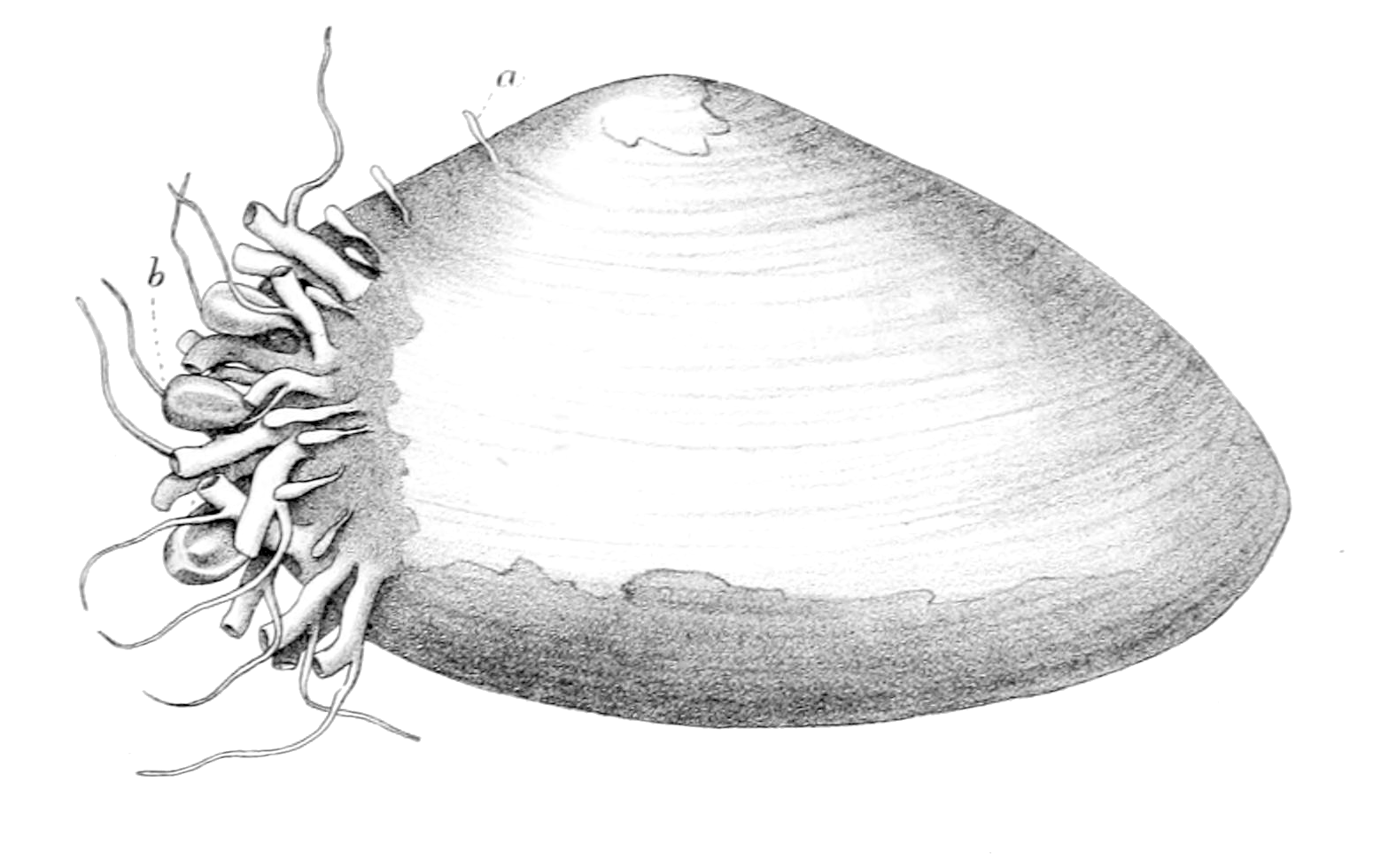
Monobrachium parasitum.

Nach ersten molekulargenetischen Untersuchungen von Collins et al. (2006) sind die Limnomedusae paraphyletisch und stehen an der Basis der Trachylina. Allerdings wurden nur Vertreter der Monobrachiidae und Olindiidae in die Analyse mit einbezogen. Es gibt zudem relativ gute Hinweise dafür, dass sich die Familie Geryoniidae (bisher Ordnung Trachymedusae) wohl innerhalb der Limnomedusae ableitet. Völlig unklar ist im Grunde die Stellung der Armorhydridae, da sie keine potenziell abgeleiteten Merkmale mit den übrigen Vertretern der Limnomedusae teilt. Ihre Medusen, die im Interstitial leben, unterscheiden sich zudem durch einige Merkmale von den Medusen anderer Limnomedusae. Auch die Stellung der Microhydrulidae innerhalb der Limnomedusae ist nur als vorläufig zu betrachten, da das Medusenstadium unbekannt ist. Das konservative System von Daly et al. (2007) und von Peter Schuchert (Hydrozoa Directory) ist wie folgt:
- Ordnung Limnomedusae Kramp, 1938
  - Familie Armorhydridae Swedmark & Teissier, 1958
    - Gattung Armorhydra Swedmark & Teissier, 1958
      - Armorhydra janowiczi Swedmark & Teissier, 1958

  - Familie Microhydrulidae Bouillon & Deroux, 1967 (2 Gattungen)
    - Gattung Microhydrula Valkanov, 1965
      - Microhydrula limopsicola Jarms & Tiemann 1996
      - Microhydrula pontica Valkanov, 1965

    - Gattung Rhaptapagis Bouillon & Deroux, 1967
      - Rhaptapagis cantacuzenei Bouillon & Deroux, 1967

  - Familie Monobrachiidae Naumov, 1960
    - Gattung Monobrachium Mereschkowsky, 1877
      - Monobrachium antarcticum Robins 1972
      -  Monobrachium drachi Marche-Marchad, 1963
      - Monobrachium parasitum Mereschkowsky, 1877

  - Familie Olindiidae Haeckel, 1879
    - Gattung Aglauropsis Mueller, 1865
    - Gattung Astrohydra Hashimoto, 1981
    - Gattung Calpasoma Fuhrmann, 1939
    - Gattung Craspedacusta Lankester, 1880
    - Gattung Cubaia Mayer, 1894
    - Gattung Eperetmus Bigelow, 1915
    - Gattung Gonionemus Agassiz, 1862
    - Gattung Gossea Agassiz, 1862
    - Gattung Hexaphilia Gershwin & Zeidler, 2003
    - Gattung Keralica Khatri, 1984
    - Gattung Limnocnida Guenther, 1893
    - Gattung Maeotias Ostroumoff, 1896
    - Gattung Mansariella Malhotra, Duda & Jyoti, 1976
    - Gattung Nuarchus Bigelow, 1912
    - Gattung Olindias Mueller, 1861
    - Gattung Scolionema Kishinouye, 1910
    - Gattung Vallentinia Browne, 1902